# Jaak Mae

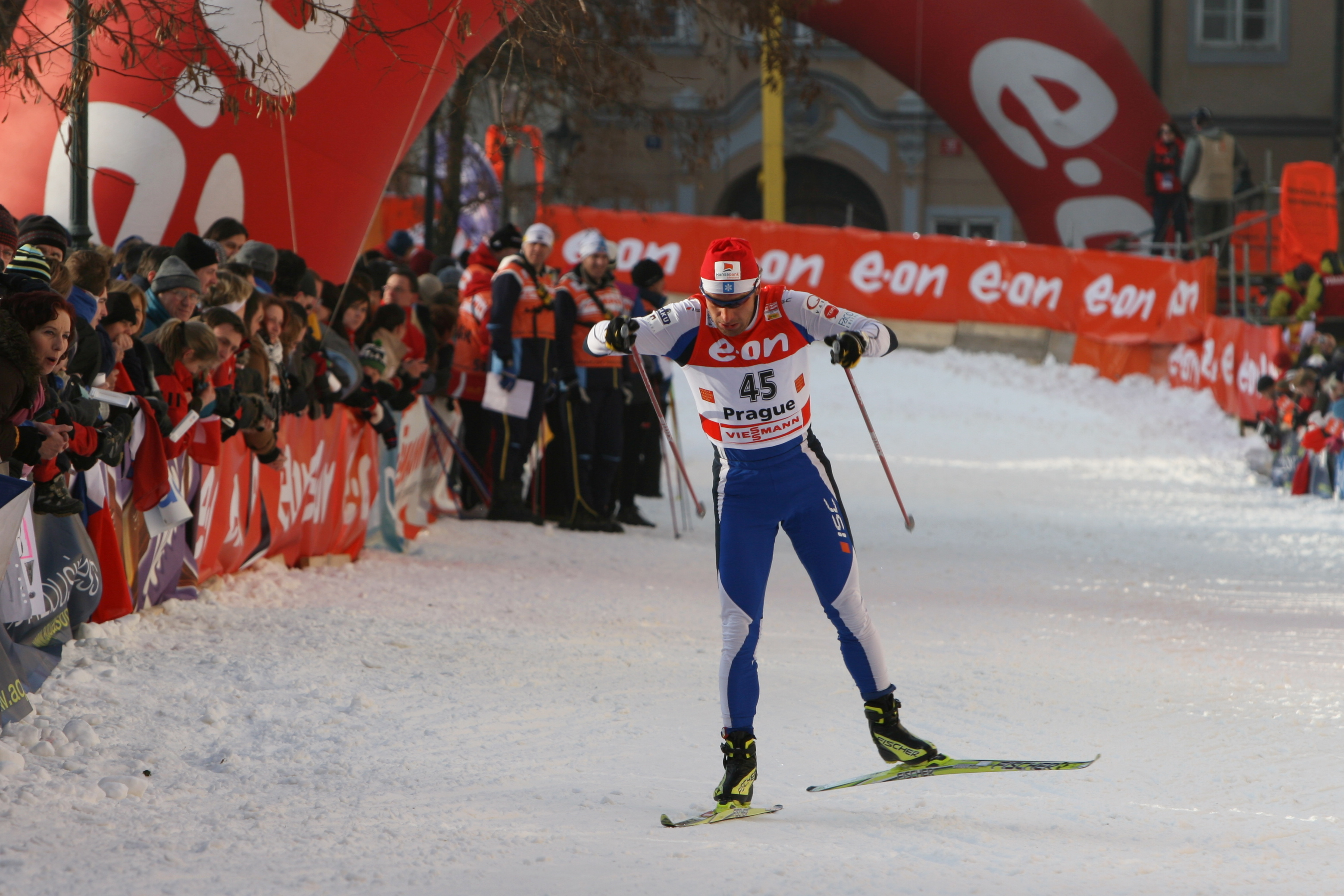
Jaak Mae, Tour de Ski, Praha 2007

Jaak Mae född 25 februari 1972 i Tapa, Estland, är en estnisk längdskidåkare. Han är bosatt i världscupsorten Otepää.
Mae har två mästerskapsmedaljer och fem pallplatser på 122 starter i världscupen (februari 2007).